# A Sailor's Heart
A Sailor's Heart er en amerikansk stumfilm fra 1912 af Wilfred Lucas.

## Medvirkende
- Wilfred Lucas
- Blanche Sweet
- Charles Gorman
- Claire McDowell
- Robert Harron